# Dinnies (Hohen Pritz)
Dinnies ist ein kleiner Ortsteil der Gemeinde Hohen Pritz im Amt Sternberger Seenlandschaft im Landkreis Ludwigslust-Parchim.

## Geografie und Verkehr
Dinnies liegt nördlich von Below und acht Kilometer westlich vom Kloster Dobbertin am Landweg K 24 von Below nach Klein Pritz. Etwa 200 Meter nördlich des Ortes auf der Feldmark Dinnies zum Schlower Forstrevier, den Belower und Dobbinner Tannen, liegt der Dinniesensee (Biber See). Überregionale Straßen gibt es in der Ortslage nicht. Das Waldgebiet auf der heutigen Feldmark Below bildet den Übergang zum Sternberger Gebiet.

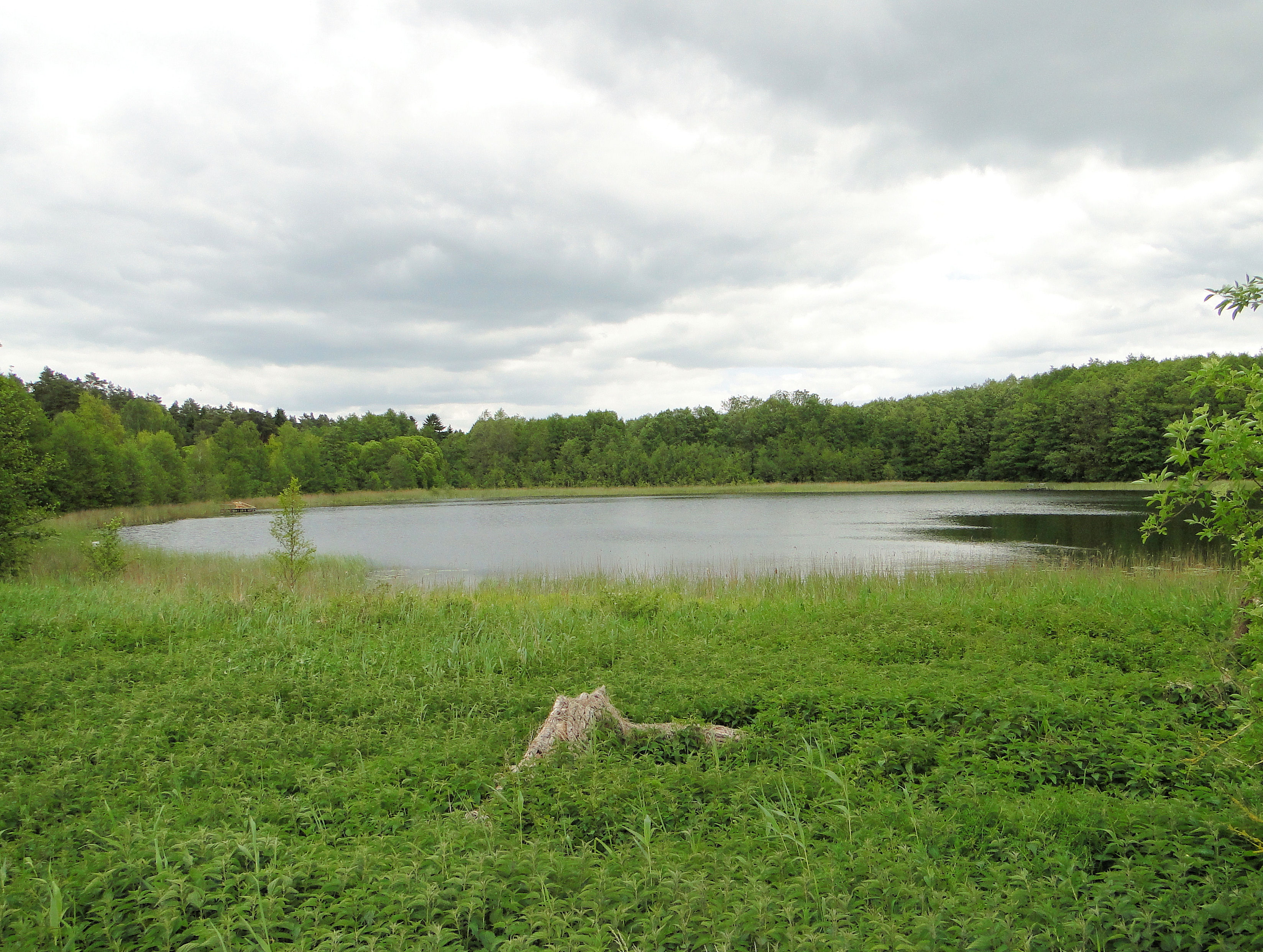
Dinnieser See (2012)

Der Name der slawischen Gründung stammt vom altslawischen Wort din ab und bedeutet Tiefer Ort. Östlich der Belower Tannen begann das dichter besiedelte Dobbertiner Klostergebiet.

## Geschichte
Nach Urkundenlage wurde Dinnies 1467 als Dynghist, 1471 als Dingiste und 1496 als Dingeste erwähnt und gehörte zur Vogtei Dobbertin. 
Zur slawischen Gründung Dinnies sind keine weiteren mittelalterlichen Überlieferungen bekannt. Nach der kirchlichen Organisation im Land Goldberg soll Dinnies und Schlowe mit der Kapelle Below zur Pfarre Techentin gehört haben. Zeitweise sollen auch die  von Passow auf Zidderich Dinnies in Besitz genommen haben. Der Mestliner Präpositus Johann Clamor Buchholz vermutet 1785 in seinen Kirchennachrichten bei den eingepfarrten Dörfern und deren ältesten Verfassungen, dass Dinnes damals erst nach dem Kirchenbau in Ruest nicht vor 1389 entstanden sein könnte.
1467 verkaufte Hans von Restorff zu Bolz dem Kloster Dobbertin vier Stralemark Pacht aus dem Dorf Dyssin und von den Höfen und Krügen. Am 18. November 1471 verkaufte auch Claus von Restorff aus Bolz dem Kloster Dobbertin die Pacht aus Dinnies. Die Ersterwähnung von Dinnies wird auch auf 1567 datiert.
Dinnies wurde am 1. Juli 1950 in die Gemeinde Kukuk eingegliedert.

### Dorf, Gut
Dinnies wurde im Dreißigjährigen Krieg ganz verwüstet. Die dortigen sieben Bauleute aus Bolz wurden verjagt. Dinnies gehörte damals zu Bolz, als Dorf war es aber in Ruest eingepfarrt. Die damaligen Besitzer Reimer Ernst von Cramon und Friedrich Ulrich von Parckentin auf Bolz wollten das zerstörte Dorf wieder neu anlegen. Doch nach dem Visitationsprotokoll von 1662 wurde 1664 eine Meierei erbaut, die Johann Peters bis zu seinem Tode 1696 verwaltete. Neben dem angelegten Hof entstanden noch drei Kathen.
1704 lebten in Dinnies schon wieder 18 Personen. Darunter waren der Schäfer Joachim Mencke, der Kuhhirt Johann Drager und der Dröscher Joachim Wulff. 1783 hatten Vater Franz Caspar und Sohn Johann Joachim Christoph Büring die Schäferei. In den drei Wohnungen des neuen dreihischigen Kathens auf der anderen Seite des Weges wohnten die Familien Friedrich Balthasar Goldberg, Hinrich Gebhardt Schlottmann sowie ein gewesener Verwalter Christoph Friedrich Kaehlert. Nach dem damaligen Verzeichnis lebender Menschen Mich. 1783 waren 23 Erwachsene und 15 Kinder im Dorf. 1796 gehörte das Gut Dinnies mit den Gütern Woserin und Schlowe Leopold von Pritzbuer auf Bolz. 1808 wurde das völlig heruntergewirtschaftete Gut Dinnies nochmals zum Verkauf angeboten, doch trotz günstiger Preise wollte keiner sein Geld in eine solche Sandbüchse stecken. Die Güter, auch Dinnies, wurden dann von der herzoglichen Kammer übernommen.
Die Kinder aus Dinnies gingen in Ruest zur Klosterschule und die Einwohner zur dortigen Patronatskirche, ohne jedoch für die Pfarr- und Schulkosten aufkommen zu müssen. Und für die Bestattung auf dem Kirchhof sollten die Gutspächter die baaren Kosten tragen. Der Dorfschaft blieben nur die Fuhren als Leichenwagen und die Handdienste übrig.
Das Klosteramt Dobbertin führte daher einen Prozess gegen den Dinnieser Pächter Pentzlin und den Gutsherren von Parkentin zu Bolz. Vor dem Landtag am 13. November 1872 in Malchin einigte man sich mit dem Klosterhauptmann Graf von Bernstorff und seinem Syndicus Kanzleirath Burmeister aus Güstrow mit einem Vergleich. Der Hof Dinnies wurde von den Hülfeleistungen in Ruest befreit und der Clösterliche Hof in Lenzen dafür von den Beyhülfen der Kirche in Ruchow. In der Ruester Kirche hatte danach der Verwalter von Dinnies seinen Kirchenstuhl in der vordersten Reihe auf der Kanzelseite. Seine Kathenleute und deren Frauen saßen auf dem westlichen Chor.
Von 1783 bis 1789 gab es zwischen dem Dobbertiner Klosteramt und den Gutsherren von Dinnies und Schlowe Streitigkeiten beim beabsichtigten Kauf der Güter. Und von 1867 und 1876 kam es zu Grenzregulierungen an der Grenze zwischen Dinnies und Schlowe. In den Jahren 1862 bis 1894 kam es öfters zu Streitigkeiten mit dem Klosteramt wegen illegaler Rohrwerbung auf den angrenzenden Seen.
Am 8. März 1917 wurde Speck aus der gemeinsamen Dorfräucherkammer in der Schnitterkaserne gestohlen. Zwei Schnitter waren durch den Schornstein in die Räucherkammer eingedrungen.
1937 hatte Dinnes 45 Einwohner. Neben dem Gut mit 24 Pferden, 20 Rinder und 10 Milchkühen gab es noch eine Teichwirtschaft und Silberfuchszucht. 1939 wurde der Tochter des Verwalters Barbendererde, Margret Krüger vor dem Ausschuss für ärztliche Prüfungen an der Universität in Rostock die erste Approbation erteilt.
Nach dem Zweiten Weltkrieg gehörten zum Gut 558 Hektar Land, davon waren über die Hälfte Wald.

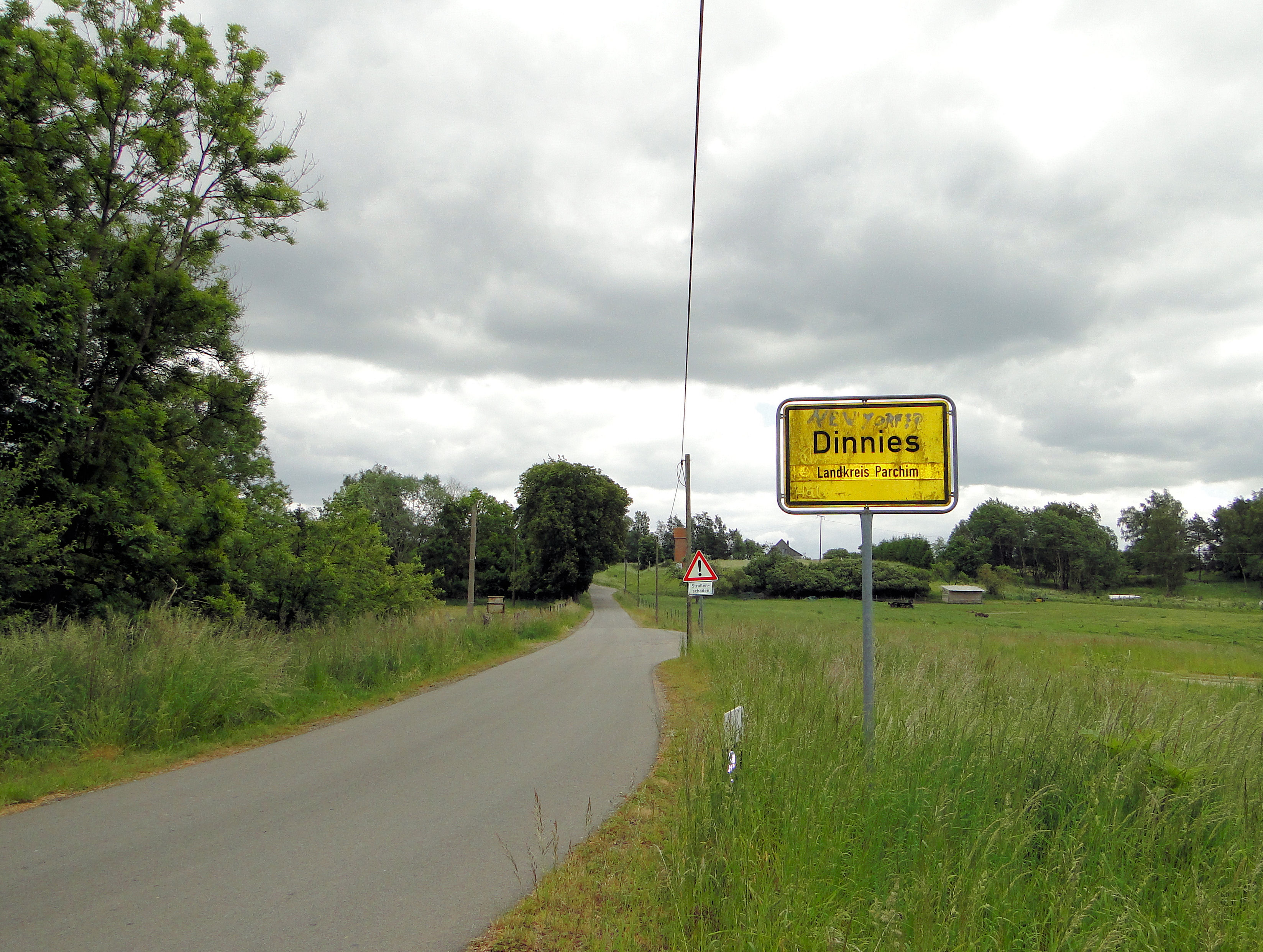
Blick vom ehemaligen Gut zum Dorf (2012)

Die aus einem Pächterhaus und beidseitig des Hofes befindlichen vier Scheunen und Ställen bestehende Gutsanlage ist in den folgenden Jahren wüst gelegt worden. An der Bergstraße in Richtung Below stehen heute noch fünf zu Einfamilienhäusern ausgebaute Kathen und etliche Ruinen.

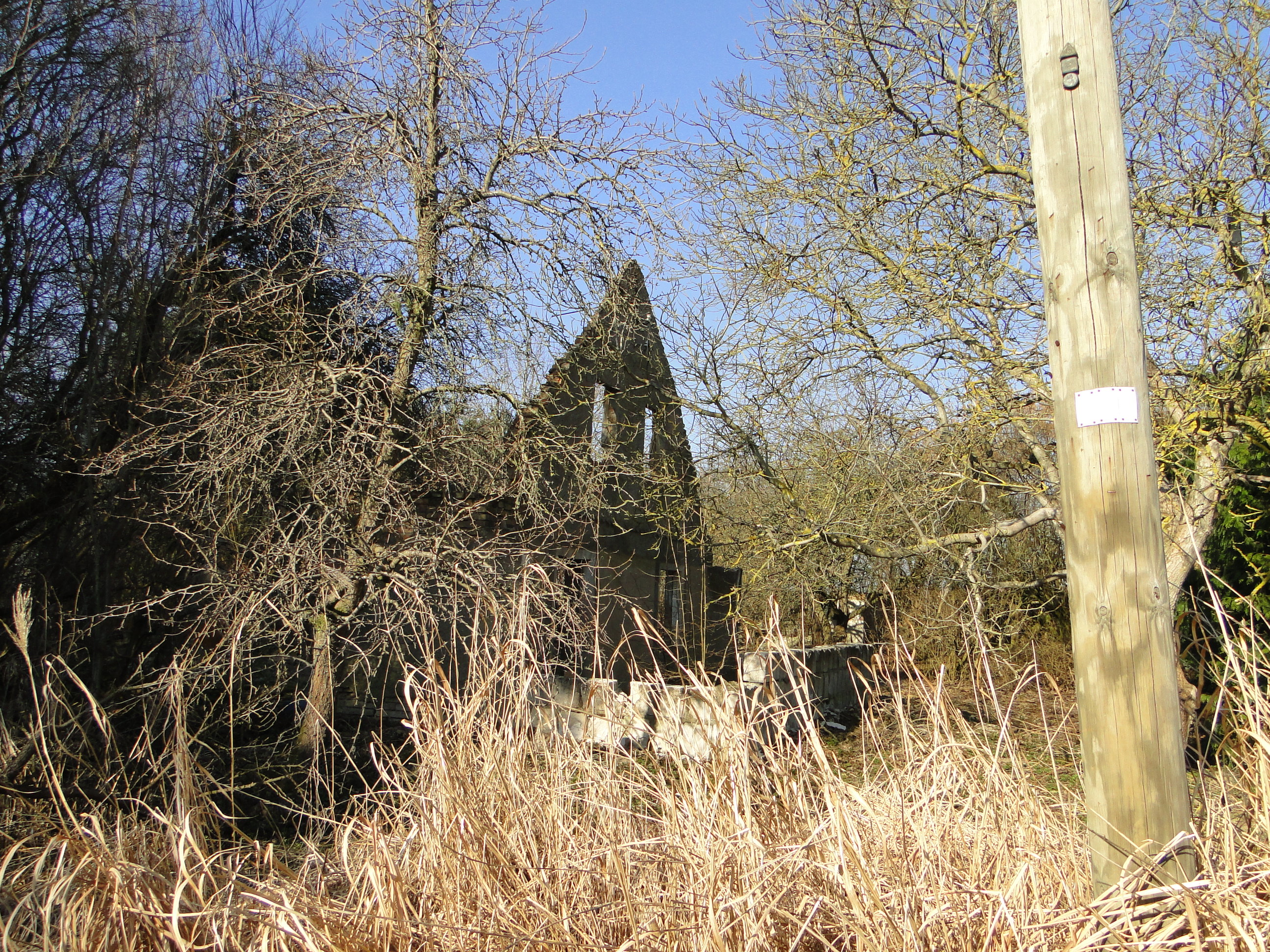
Dinnies Ruine (2012)

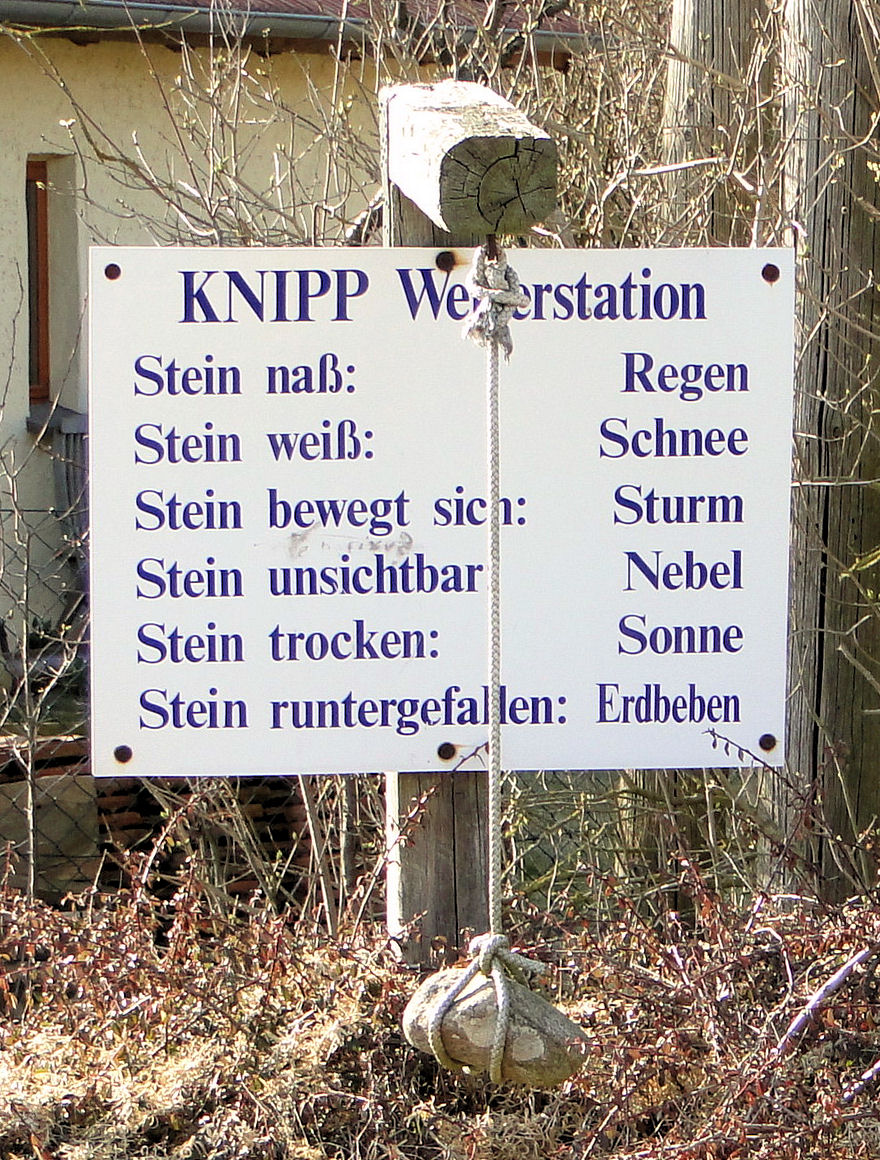
Dinnies Wetterstation (2012)

### Besitzerfolge
- 1467 Hans von Restorff auf Bolz
- 1471 Claus von Restorff auf Bolz
- 1664 Verwalter Johann Peters
- 1696 Verwalter Joachim Fölzer
- 1704 Pächter Joachim Fölzer
- 1713 Ulrich Christoph Efflandt
- 1724 Kossel
- 1754 Paul Joachim Friedrich Borgmann
- 1758 Johann Joachim Klüsse
- 1772 Anton Gotthard Petersen
- 1782 Johann Hinrich Bohnhoff
- 1783 Hinrich Adolph Friedrich Molle
- 1848 Amandus Pentzlin
- 1872 Gebrüder Pentzlin
- 1908 Gustav Ratke
- 1913 Ernst Karl Ziemsen
- 1924 C. Barbendererde

### Gedruckte Quellen
- Mecklenburgisches Urkundenbuch (MUB)
- Mecklenburgische Jahrbücher (MJB)

### Ungedruckte Quellen
Landeshauptarchiv Schwerin (LHAS)
- LHAS 1.5-4/3 Urkunden Kloster Dobbertin. Regesten.
- LHAS 3.2-3/1 Landeskloster/Klosteramt Dobbertin. 7.9 Dinnes
- LHAS 5.11-2 Landtagsversammlungen, Landtagsverhandlungen, Landtagsprotokolle und Landtagsausschuß.
- LHAS 5.12-3/1 Mecklenburgisch-Schwerinsches Ministerium des Innern.
- LHAS 5.12-4/3 Ministerium für Landwirtschaft, Domänen und Forsten, Abt. Siedlungsamt.
- LHAS 5.12-7/1 Mecklenburg-Schwerinsches Ministerium für Unterricht, Kunst, geistliche und Medizinalangelegenheiten. Ärzte- und Apothekerprüfungen.

Landeskirchliches Archiv Schwerin (LKAS)
- LKAS, OKR Schwerin, Specialia Abt. 2, Nr. 183 Gägelow, Dabel, Dinnes. Geistliche Hebungen der Pfarre zu Gägelow aus dem Gut Dinnies 1840–1947.

## Karten
- Topographische oekonomische und militaerische Charte des Herzogthums Mecklenburg-Schwerin, Klosteramt Dobbertin mit Sandpropstei vom Grafen Schmettau 1758.
- Wiebekingsche Karte von Mecklenburg 1786.
- Wirtschaftskarte vom Forstamt Dobbertin, Kartenblatt 1, Revier Dobbertin 1927.

Koordinaten: 53° 38′ N, 11° 58′ O